# Super X
Super X是日本哥吉拉系列電影中登場的虛構科幻兵器。分別在《哥吉拉》、《哥吉拉vs碧奧蘭蒂》、《哥吉拉vs戴斯特洛伊亞》作品中出現。

## 歷代Super X

### Super X

#### 概要
在1984年的電影《哥吉拉》登場。故事設定為由陸上自衛隊幕僚監部附屬實驗航空隊所屬，是個外型無機翼；但可垂直起降、飛行的移動要塞設備。原先是因應在遭遇大規模戰爭時，為了防衛首都東京而秘密開發的兵器。
外觀為鱟魚模樣的形狀，外表附有能抵抗從哥吉拉口中噴出熱線的特製鈦合金裝甲，並可載裝各式彈砲武器。

#### 劇中演出
於電影劇情中在夜晚的西新宿一帶迎戰哥吉拉時，靠著照明彈引誘戰術將主力武器「鎘彈」打入哥吉拉體內後；一度成功讓哥吉拉喪失行動力。
但之後因蘇聯一方的人物誤將核彈朝東京上空發射，而核彈引爆後在大氣中產生的落雷命中到哥吉拉身上，使得原先遭鎘彈命中昏迷的哥吉拉再度甦醒。
在事件急轉之下Super X僅能靠著剩餘的雷射熱線及一般砲彈裝備來對哥吉拉苦戰、但未能給予對方太大的打擊。Super X最後不敵哥吉拉並被埋沒在遭摧毀的新宿住友大廈裡。

### Super X-II

#### 概要
在1989年的電影《哥吉拉vs碧奧蘭蒂》登場，機種正式型號為「DAG-MBS-02 Super-XX」。為可遠端電腦操控的無人載搭兵器。
外型為扁橢圓狀的潛艇模樣，覆蓋著比先前Super X高出兩倍耐熱力的TA32合金裝甲，主要武裝則為由比鑽石堅硬材質製成的「火鏡」，該裝備可將從哥吉拉口中噴出的熱線給反射回去。Super X-II同時具備可潛入海中1000公尺深的能力。
1990年由小林辰禎繪製的《哥吉拉vs碧奧蘭蒂》漫畫版中，Super X-II的外殼合金名稱改為「NM32合金」，其它部份設定則與電影版相同。

#### 劇中演出
Super X-II電影中由軍官特佐黑木翔指揮，並在東京灣海上與與哥吉拉首次交手。初期時靠著火鏡來反射熱線攻擊的方法下；雖曾暫時牽制對方的行動，但之後火鏡不耐長時間遭受哥吉拉熱線衝擊而損毀，因而敗退暫時撤回。
之後為了實施將抗核細菌打入哥吉拉體內的作戰計劃，Super X-II在火鏡未能修復完成的情況下，僅能靠著普通砲彈兵器來設法逼迫哥吉拉走入作戰計劃的區域內，最後在一般武器彈藥用盡的情況下，為了不讓哥吉拉脫離作戰計畫區域，黑木下令使用已損毀的火鏡，不敵哥吉拉的熱線而大破墜毀。

### Super X-III

#### 概要
在1995年的電影《哥吉拉vs戴斯特洛伊亞》登場，機種正式型號為「DAG-MBS-SX3」。
為三種Super X中唯一裝備飛行翼的機種。因主要因應於在核能攻擊事故下產生的意外、火災等狀況，而搭配能產生冷凍、低溫效果的武器為主。

#### 劇中演出
由先前Super X-II的指揮官黑木翔親自擔任機中主要操控員。在面對出現於豐後水道的哥吉拉時，機身雖正面數次遭受哥吉拉的熱線波及、但仍可正常運作。之後靠著鎘彈及其它冷凍兵器成功封鎖住哥吉拉的行動。
劇情後段在哥吉拉與另一怪獸戴斯特洛伊亞對決時，與搭配冷凍光線的96型激微波殺獣光線車，一同將飛向空中的戴斯特洛伊亞身上的飛翼給擊破、讓對方在地面墜毀，同時在哥吉拉爐心即將融解時與搭配冷凍光線的96型激微波殺獣光線車，一同攻擊哥吉拉，將哥吉拉爆炸的損害降到最低。
Super X-III為三架Super X中，唯一有重創怪獸表現，以及未損毀的機種。(Super X-III的後續如何東寶也未交代)